# Festival dalmatinskih klapa – Omiš 1976.
Festival dalmatinskih klapa Omiš 1976. bila je glazbena manifestacija klapskog pjevanja u Omišu u Hrvatskoj. Festival se održao 17., 18. i 24. srpnja 1976. godine.
Poredak nakon večeri:

## Vanjske poveznice
- Službene stranice